# António Pinho Vargas
António Manuel Faria Pinho Vargas da Silva (* 15. August 1951 in Vila Nova de Gaia) ist ein portugiesischer Pianist, und ein Komponist des Jazz und der Klassischen Musik.

## Werdegang
Vargas studierte Klavier am Konservatorium in Porto (Abschluss 1987) und Geschichte an der Universität Porto (Abschluss 1983). Am Konservatorium von Rotterdam studierte er Komposition bei Klaas de Vries (Abschluss 1990). Von 1994 bis 2000 war er Musikassessor der Kulturstiftung Fundação de Serralves (Museu Serralves) in Porto, und von 1996 bis 1998 des Centro Cultural de Belém. 1995 wurde er mit dem Orden des Infanten Dom Henrique im Kommandeurs-Rang ausgezeichnet. Er komponierte auch gelegentlich Filmmusik für verschiedene Werke von João Botelho und José Fonseca e Costa. 2003 schrieb er mit Sobre música: Ensaios, textos e entrevistas. (Afrontamento, Lissabon 2003) ein Buch über Musik.

## Wirken als Jazzmusiker
Nachdem er ab 1969 in Rock-Bands gespielt hatte (Jáfumega, Arte & Ofício und die Banda Sonora von Rui Veloso), widmete sich Vargas dem Jazz und der improvisierten Musik. Anfang der 1970er Jahre war er Mitglied der Anarband, die sich konzeptionell an Jorge Lima Barreto orientierte. Ab 1975 war er Mitglied der Free-Jazz-Formation Zanarp, um sich dann der Neuen Musik zuzuwenden. Vargas interessierte sich zunehmend für die Geschichte des Jazz. Neben Free Jazz spielte er auch Funk und Fusion Jazzrock mit seiner Band Abralas (ab 1977) und war einer der ersten portugiesischen Jazzmusiker, die regelmäßig eine Fender-Rhodes-Orgel einsetzten. Seit 1976 spielte er auch mit Rão Kyao und nahm mit ihm das Album Malpertuis auf, welches, zwei Jahre nach der Nelkenrevolution, das erste Jazzalbum portugiesischer Musiker wurde.
Als Bewunderer des Miles-Davis-Quintetts der 1960er Jahre und beeinflusst durch den Stil von Pianisten wie Keith Jarrett, Chick Corea und Paul Bley, gründete er sein eigenes Quartett (mit José Nogueira, Pedro Barreiros und Mário Barreiros). Nannte er sich bisher António Pinho, so trat er von nun an unter dem Namen António Pinho Vargas auf. In den 1980er Jahren wurde Vargas einer der bedeutendsten Jazzmusiker Portugals. Anfangs beeinflusst von den Aufnahmen des europäischen Quartetts von Keith Jarrett (mit Jan Garbarek), entwickelte er zunehmend einen eigenen Stil mit Eigenkompositionen, die als eine der ersten die Begegnung des Jazz mit Melodien und Rhythmen traditioneller portugiesischer Musik suchten (etwa den Chorgesängen des Alentejo oder die Perkussionen aus der Region des Alto Douro). Seine Aufnahmen als Bandleader, beginnend mit Outros Lugares (1983), gehören zu den entscheidenden Werken des portugiesischen Jazz. Sein Name ist heute auch einem größeren Publikum in Portugal bekannt. Ende 2007, nach längerer Krankheit und dem Tod seiner Mutter, nahm er zwischen dem 17. und dem 22. Dezember im kleinen Auditorium des Centro Cultural de Belém eine Reihe Solostücke am Klavier auf. 2008 erschien das erste Doppelalbum dieser Aufnahmen. Die guten Verkäufe des Albums Solo brachten es bis in die Charts. Dies war bemerkenswert für ein Klavier-Solo-Album des Jazz, und es folgte mit Solo II noch ein zweites Doppelalbum mit weiteren Stücken der gleichen Aufnahmesession, darunter eine freie Improvisation. 2012 erhielt er für dieses Album den José-Afonso-Preis.

## Wirken im Bereich der klassischen Musik
Trotz vieler anderslautender Meinungen ist in Vargas’ Musikverständnis eine Verbindung von Jazz als U-Musik und Klassischer Musik (als E-Musik) nicht möglich. So blieb er in der Klassischen Musik immer nur Komponist, während er im Jazz auch Musiker ist.
Seit Ende der 1980er Jahre wandte sich Vargas der Komposition klassischer Musik zu. Er komponierte verschiedene Symphonien, aber auch Opern, beispielsweise Os Dias Levantados (dt. etwa „Tage der Erhebung“) zum 25. Jahrestag der Nelkenrevolution.

## Diskografie
- 1983: Outros Lugares
- 1985: Cores e Aromas
- 1987: As Folhas Novas Mudam de Cor
- 1989: Os Jogos do Mundo
- 1991: Selos e Borboletas
- 1994: Monodia
- 1996: A Luz e a Escuridão
- 1998: As Mãos - O Melhor de António Pinho Vargas („Best Of“)
- 2001: Versos
- 2001: Versos
- 2003: Os Dias Levantados
- 2008: Graffiti [just Forms], Six Portraits of Pain, Acting Out
- 2008: Solo
- 2009: Solo II
- 2011: Improvisações

## Werke

### Orchester
- An impossible task (2009) – für kleines Orchester (12 Min., für das Centro Cultural de Belém) Uraufführung Lissabon April 2009 (Leit.: Michael Zilm)
- Um discurso de Thomas Bernhard – für Sprecher und Orchester (12 Min., für das Orquestra Metropolitana de Lisboa) Uraufführung Lissabon Dezember 2007 (Leit.: Michael Zilm)
- Graffiti [just forms] – für großes Orchester (25 Min., für das Teatro Nacional de São Carlos) Uraufführung Lissabon März 2006 (Leit.: Lothar Königs)
- Six portraits of pain – für Violoncello und Großes Orchester (27 Min., Auftragsarbeit für die Casa da Música, im Rahmen der Kulturhauptstadt Europas, Porto 2001), Uraufführung Porto 2005 (Leit.: Frank Ollu)
- Reentering – für Orchester und percussion obligato (8 Min., für das Teatro Nacional de São Carlos) Uraufführung Lissabon 2004 (Leit.: Donato Renzentti)
- … Von fremden Ländler … – für Klavier und Orchester (18 Min., für das Intern. Musikfestival Coimbra) Uraufführung Coimbra 2004 (Leit.: Yu Feng, Klavier: Anne Kaasa)
- Machines fictives (pour Pierrot le fou) – für Orchester (12 Min., für die Stiftung Fundação Oriente) Uraufführung Lissabon 2003 (Leit.: Yu Feng)
- A impaciência de Mahler – für Orchester (20 Min., für die Stiftung Calouste Gulbenkian) Uraufführung Lissabon 2001 (Leit.: Michael Zilm)
- Duas peças – für Streichquartett (15 Min.) Uraufführung Porto 2000 (Leit.: Cesário Costa)
- Acting-out – für Klavier, Perkussion und Orchester (19 Min., für das Teatro Nacional de São Carlos) Uraufführung Lissabon 1998 (Leit.: António Saiote, Klavier: Miguel Henriques, Perkussion: Elizabeth Davies)
- Três versos de Caeiro – für 12 Instrumente (10 Min., für die Stiftung Calouste Gulbenkian) Uraufführung Lissabon und Mailand 1997 (Leit.: Renato Rivolta)
- Três quadros para Almada – für 10 Instrumente (17 Min.) Uraufführung Lissabon 1994
- Explicit drama – für Orchester und Jazz-Trio (20 Min.) Uraufführung Lissabon 1992 (Leit.: Michel Swiertchevisky)
- Estudo/Figua – für 10 Instrumente (12 Min.) Uraufführung Amsterdam 1990 (Leit.: Arie Van Beck)
- Geometral – für Orchester (27 Instrumente) (20 Min., für die Stiftung Calouste Gulbenkian) Uraufführung Lissabon 1989 (Leit.: Michel Tabachnik)
- Música plana / Música contraplana – für Opus-Orchester (12 Min., für RTP-Fernsehen) Uraufführung Amsterdam 1989
- Círculos – für Orchester (10 Instrumente) (10 Min.), Uraufführung 1987 (Leit.: Álvaro Salazar)

### Kammermusik
- 2 Violinos for Carlos Paredes – für 2 Geigen (6 Min.) Uraufführung Lissabon 2003 (Aníbal Lima, Pedro Pacheco)
- Step by step, Wolfs! – für 6 Perkussionisten (6 Min.) Uraufführung 2002 (Leit.: Miguel Bernat)
- Três estudos for 2 pianos – für 2 Klaviere (15 Min.) Uraufführung Lissabon 2001 (Miguel Henriques, Ana Valente)
- Two family discussions – für 2 Trompeten (6 Min., für das Intern. Musikfestival von Mafra) Uraufführung Mafra 2001 (John Wallace, John Miller)
- Quatro ou cinco movimentos fugidios da água – für Klarinetten-Trio (15 Min.) Uraufführung Póvoa de Varzim 2001 (António Saiote, Jed Barahal, António Rosado)
- Sete canções de Albano Martins – für Vokalsolist (Bariton) und Klavier (18 Min.) Uraufführung Porto 2000 (Paulo Ferreira, Jaime Mota)
- Estudos e interlúdios – für 6 Perkussionisten (25 Min.) Uraufführung Lissabon 2000 (Leit.: Miguel Bernat)
- Terceiro verso de Caeiro – für 4 Instrumente (10 Min., für Sven for Parlor) Uraufführung Athen 1997
- Nove canções de António Ramos Rosa – für Vokalsolist und Klavier (25 Min., für Encontros Primavera de Guimarães) Uraufführung  Guimarães 1995 (Rui Taveira, Jaime Mota)
- Nocturno/Diurno – für Streichsextett (8 Min., für die Stadt Porto) Uraufführung Porto 1994 (Sextuor L'Artois de Lille)
- Monodia – quasi un requiem – für Streichquartett (15 Min., für die Stadt Porto) Uraufführung Porto 1993 (Ensemble MusikFabrik)
- Mechanical string toys – für Streichorchester (6 Min., für das Orquestra Metropolitana de Lisboa) Uraufführung Lissabon 1992 (Leit.: Miguel Graça Moura)
- Poetica dell estinzione (secondo mikhal serguieievitch) – für Querflöte und Streichquartett (6 Min.) Uraufführung Porto 1990 (Leit.: Álvaro Salazar)
- Cut – für Saxophonquartett (8 Min.) Uraufführung Lissabon 1989 (Quarteto de Saxofones de Lisboa)
- Gravitações – für Querflöte und Klarinettenquartett (6 Min., für die Oficina Musical) Uraufführung Porto 1984 (Eduardo Lucena, Américo Aguiar (Oficina Musical))

### Oper und Oratorium
- A little madness in the spring – Kammerorchester und 3 Sänger (chamber opera 3 singers; fl; ob; cl; Bcl; fg; tp; hn; tbn; 2 perc; harp; pf; vl I; vl II; vla; vln; cb); Electronics by Carlos Caires and Antonio Pinho Vargas Libreto: Paulo Tunhas Duration: 32' Commissioned by: Casa da Música Published by: First Performance: Eduarda Melo, Matthew Bean, Ivan Ludlow Remix Ensemble, dir. Franck Ollu, Lisboa, 1996
- Judas (secundum Lucam, Joannem, Matthaeum et Marcum) (2002) for choir and orchestra Large Choir; (2.2.2.2.4.2.2.0. 1 perc); (12.10.8.8.6) Duration: 30' Commissioned by: Festival de Música Sacra de Viana do Castelo Published by: http://www.editions-ava.com/store/work/319/ First Performance: Choir and Orq. Gulbenkian dir. Fernando Eldoro, 2002
- Os dias levantados (1998) opera 8 singers; Large Choir; (2.2.3.2 - 2.0.2.2 - 3 perc); Strings Libretto: Manuel Gusmão Duration: 105' Commissioned by: Expo'98 Published by: First Performance: Orq. Sinfónica Portuguesa, Choir from Teatro Nacional de S. Carlos, dir. João Paulo Santos, Lisboa, 1998
- Édipo – Tragédia de Saber (1996) opera 4 singers; 32 choir; fl;fg; cl; ob; tp; tbn; 2 perc pf; vl I; vl II; vla; vln; cb; Libretto: Pedro Paixão Duration: 64' Commissioned by: Culturgest Published by: First Performance: Soilists from Orq. Sinfónica Portuguesa, Choir from Teatro Nacional de S. Carlos, dir. João Paulo Santos, Lisboa, 1996
- Ancestral e mudo – Oper für 4 gemischte Chöre (5 Min.) Uraufführung Lissabon 1994 (Kammerchor Lissabon, Leit.: Teresita Gutierrez Marques)

### Solo
- Il ritorno – für Cembalo (14 Min., für das Intern. Musikfestival von Mafra) Uraufführung Mafra 2002 (Ana Mafalda Castro)
- Holderlinos – für Klavier (26 Min., für das Intern. Musikfestival von Coimbra) Uraufführung Coimbra 2001 (Miguel Henriques)
- La Luna – Gitarre (3 Min., für Cecilia Colien Honneger) Uraufführung Madrid 1996 (Gabriel Estrahellas)
- Mirrors – Klavier (9 Min., für Staatssekretariat für Kultur) Uraufführung Amsterdam 1990 (Paul Prenen)
- Três fragmentos – Klarinette (5 Min.) Uraufführung Lissabon 1987 (António Saiote)
- Peça – Querflöte (4 Min., für die Calouste Gulbenkian School of Braga) Uraufführung Braga 1983 (Olavo Tengner, Jorge Salgado)

## Filmmusik
- 1988: Harte Zeiten für unsere Zeiten (Tempos difíceis, R: João Botelho)
- 1993: Aqui na terra (R: João Botelho)
- 1996: Cinco Dias, Cinco Noites (R: José Fonseca e Costa)
- 2001: Quem És Tu? (R: João Botelho)
- 2003: O Fascínio (R: José Fonseca e Costa)